# 金爪粉背蕨
金爪粉背蕨（学名：[Aleuritopteris cremea] 错误：{{Lang}}：文本有斜体标记（帮助））为中国蕨科粉背蕨属下的一个种。

## 扩展阅读
- 維基物種上的相關：金爪粉背蕨